# 507e régiment de chars de combat

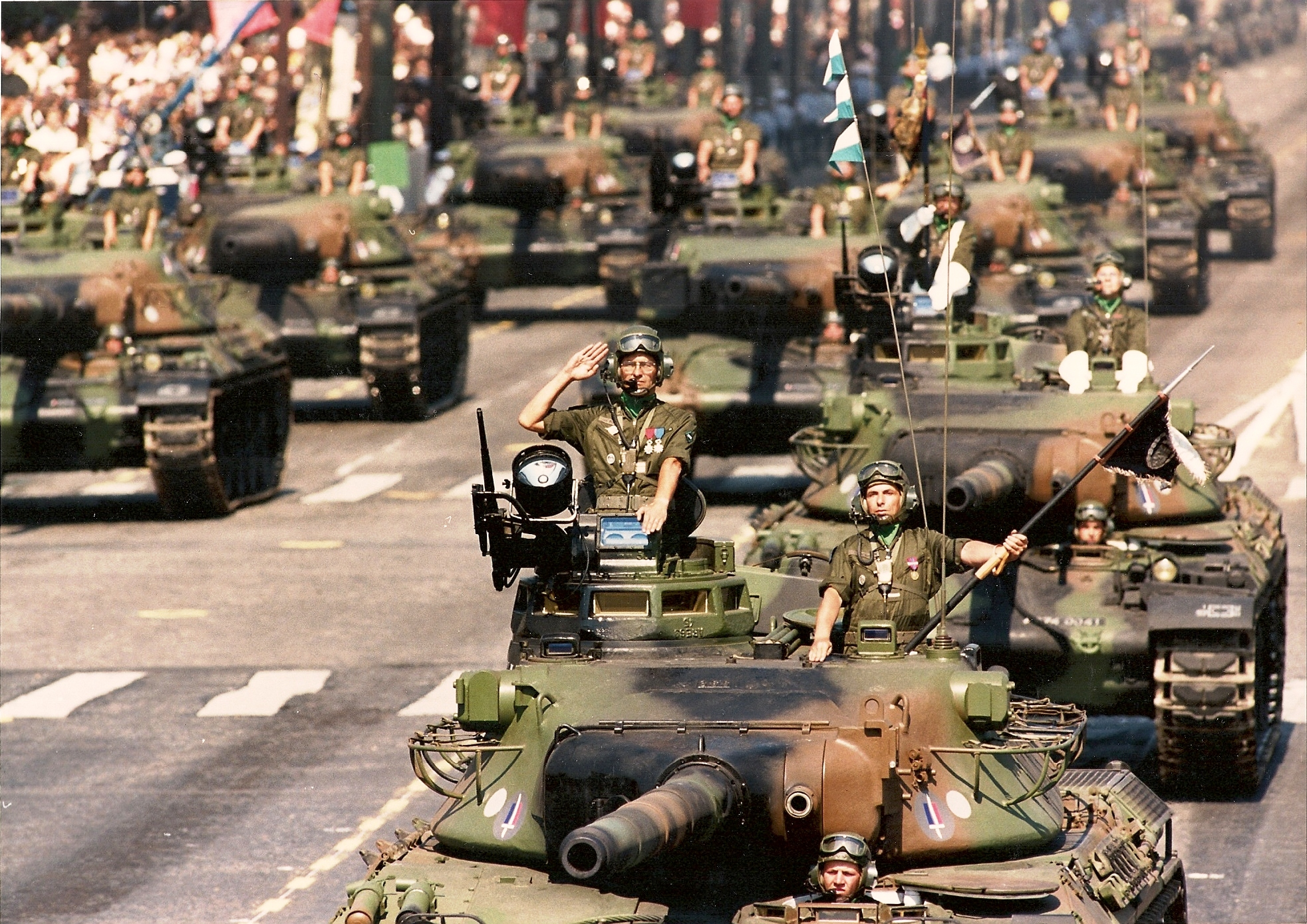
Le 507° RCC défile à Paris

Le 507e RCC est un régiment de chars de combat ayant combattu lors de la Première Guerre mondiale. Pendant la Seconde Guerre mondiale, le régiment est divisé en plusieurs bataillons qui combattent séparément. Recréé en 1984, il est dissous en 1997.

## Création et différentes dénominations
- 1916 : création de l'artillerie d'assaut.

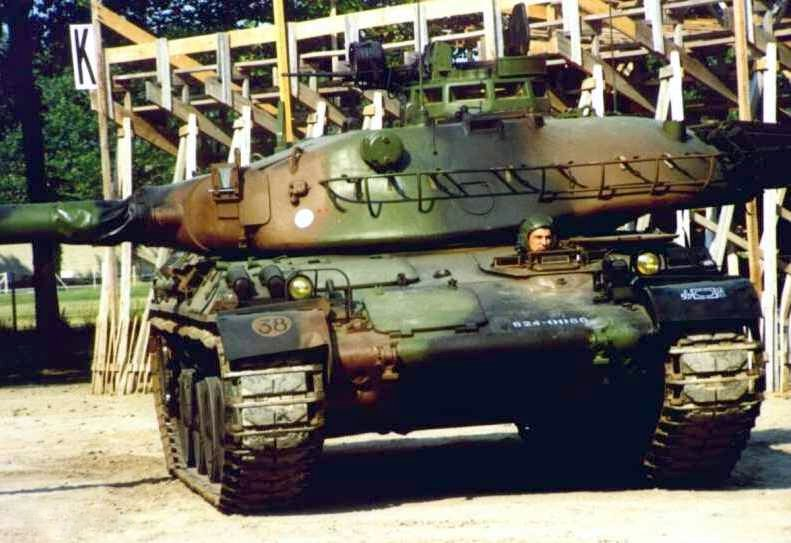
Un AMX-30 du

- 1918 : création, en août, 507e régiment d’artillerie spéciale (507e RAS)
- 1920 : devient, par changement d'appellation, le 507e régiment de chars de combat (507e RCC)
- 1939 : dissolution du régiment
- 1984 : nouvelle création du 507e RCC
- 1997 : nouvelle dissolution

## Chefs de corps
- 1918 - 1919 : commandant Clayeux[1]
- 1919 - 19xx : lieutenant-colonel Girard
- 1926 - 1928 : colonel Delalain
- 1933 - 1935 : colonel Loizillon
- 1935 - 1937 : colonel Guillot
- 1937 - 1939 : colonel de Gaulle
- 1939 - 1939 : colonel Roche
- 1984 - 1986 :  colonel Berthelot
- 1986 - 1988 :  lieutenant-colonel Pellegrin
- 1988 - 1991 :  colonel Boutry
- 1991 - 1993 :  colonel Nisse
- 1993 - 1995 :  colonel Foucher
- 1995 - 1997 :  colonel de Laforcade

## Historique des garnisons, campagnes et batailles

### Première Guerre mondiale

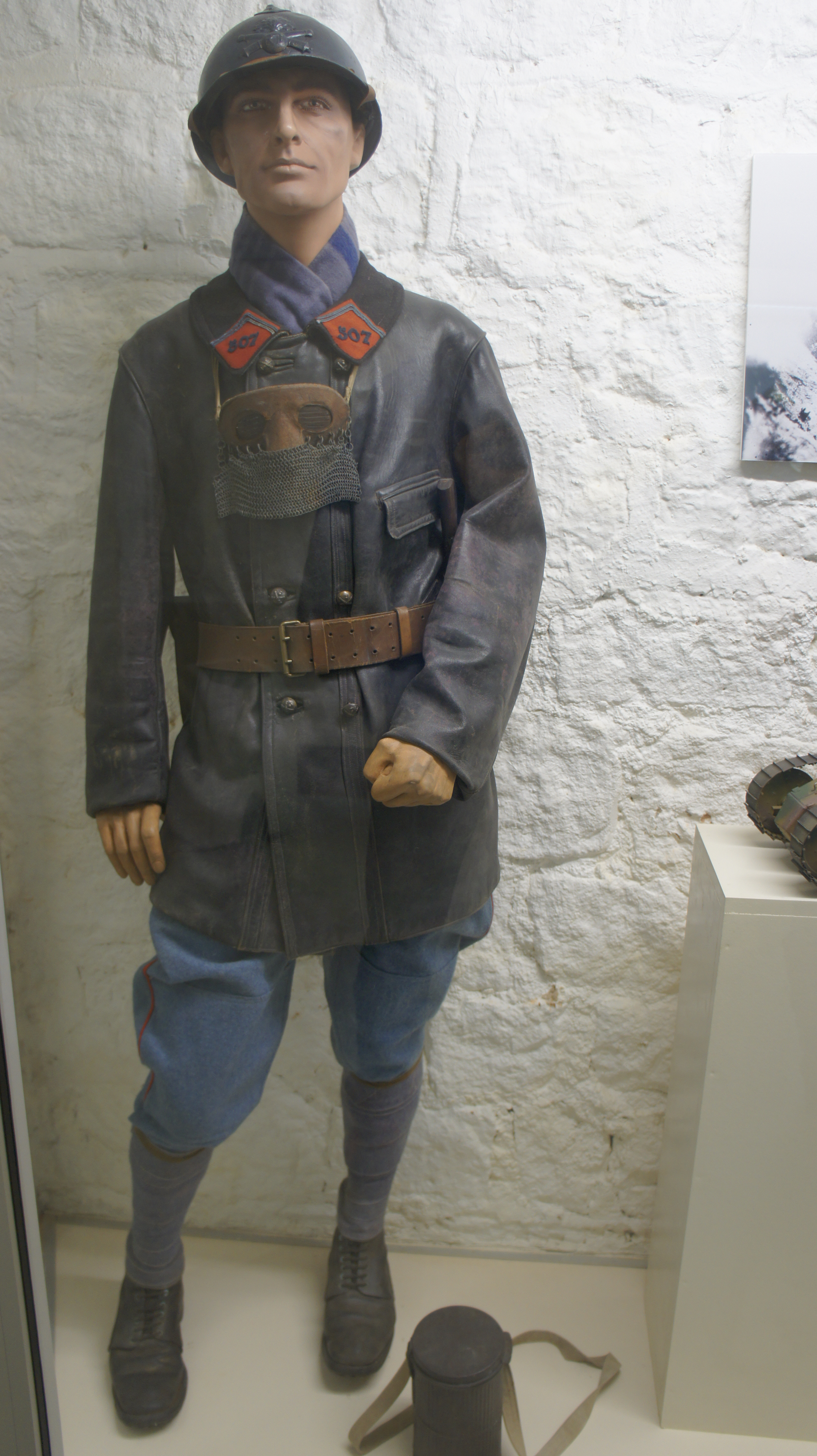
Uniforme d'un soldat du en 1918.

#### 1918
À sa création au camp de Cercottes, en août 1918, le 507e RAS, commandé par le commandant Clayeux, comprend un état-major (Capitaine Christian Bruneau et lieutenants Andries et Brière) et trois bataillons de chars légers (BCL) dotés de chars Renault FT et constitués chacun de trois compagnies, dénommées AS.
- 19e bataillon, formé le 4 août 1918, commandé par le chef d'escadrons Keller puis le commandant Hallez
  - AS 355,
  - AS 356,
  - AS 357.
- 20e bataillon, formé le 11 août 1918, commandé par le commandant Wattel
  - AS 358,
  - AS 359,
  - AS 360.
- 21e bataillon, formé le 18 août 1918, commandé par le commandant Lourdel-Henaut
  - AS 361,
  - AS 362,
  - AS 363.

#### Entre-deux-guerres
De 1919 à  1940 le régiment est en garnison à Montigny-lès-Metz (quartiers Reymond et Guignal-Baudet puis quartier Lizé)
Une compagnie est envoyée au Maroc en juillet 1925 pendant la guerre du Rif.
En 1934, le régiment est doté de 50 chars D1 qui sont affectés au I/507e RCC jusqu'en mars 1937, date à laquelle ils sont transférés au 509e RCC et remplacés, en juillet, par le nouveau char D2. Au 2e bataillon du régiment, les vieux FT ont été remplacés depuis janvier par 45 chars Renault R35. 
Le 13 juillet 1937, le lieutenant-colonel de Gaulle est affecté au 507e régiment de chars de combat. Le 507e RCC est alors basé au quartier Lizé à Montigny-lès-Metz. C'est la rencontre concrète avec son outil de prédilection. Le lieutenant-colonel de Gaulle prend le commandement du régiment, par intérim, le 5 septembre, puis en titre (colonel) le 25 décembre, sous les ordres du général Charles Delestraint. Lors des manœuvres, Charles De Gaulle tente d'imposer, contre le règlement, sa conception de l'usage autonome des blindés, ce qui lui vaut l'hostilité de son supérieur, le général Henri Giraud (attention : cette assertion n'est pas prouvée et elle est probablement fausse : aucun témoignage n'existe que le colonel De Gaulle aurait transgressé en 1937 la doctrine de l'armée de terre. De Gaulle n'a jamais prôné une quelconque tactique mais prônait la constitution d'un corps d'armée composé de soldat de métier, professionnels). 

### Seconde Guerre mondiale

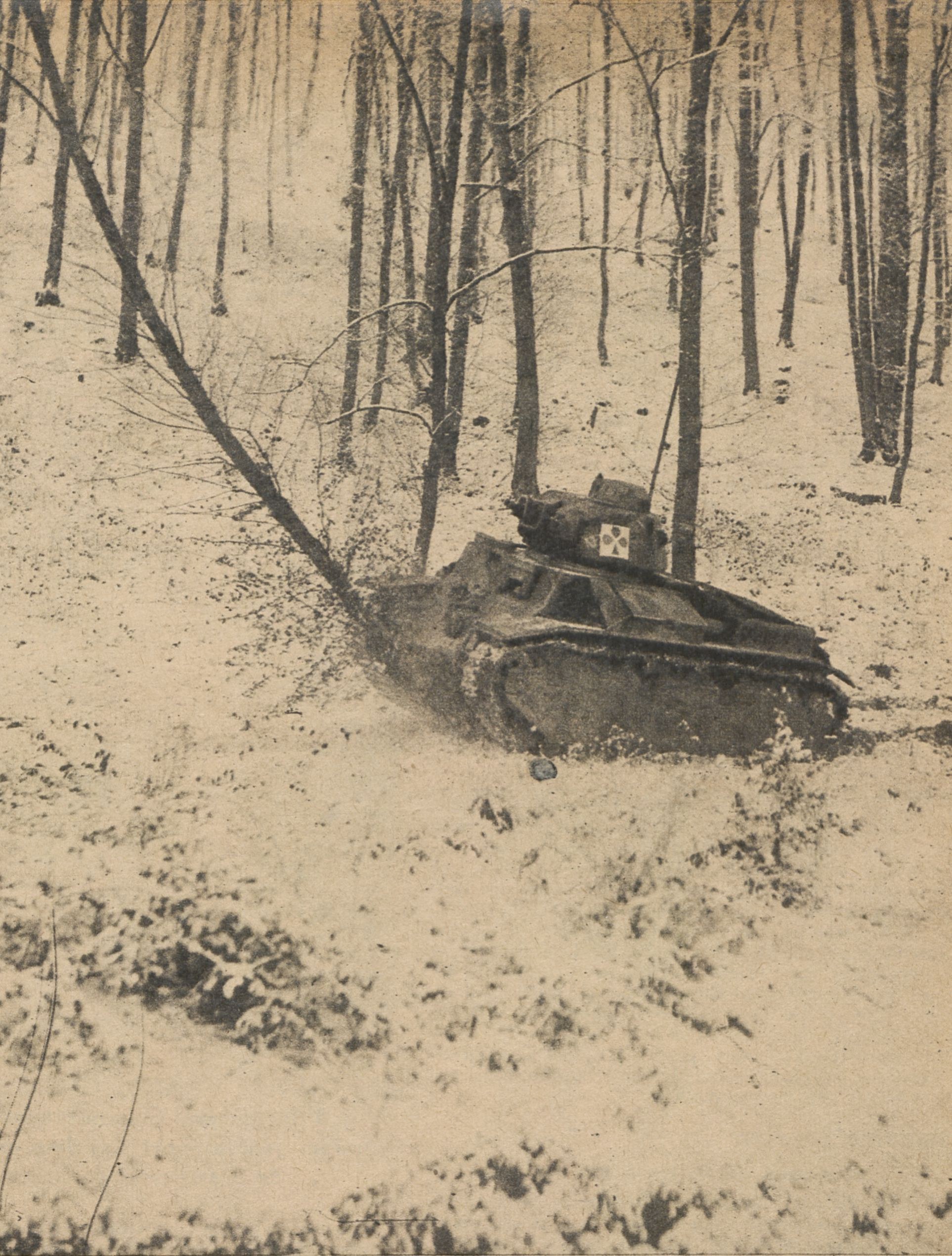
Le char D2 Neerwinden du en janvier 1940.

#### 1939
Lors de sa dissolution, le 507e RCC donne naissance à trois bataillons de chars de combat qui seront ventilés dans différents groupes de bataillons de chars :
- G.B.C. 517[8]
  - 19e bataillon de chars de combat (I/507e RCC - 45 chars D2)
- G.B.C. 502[8]
  - 20e bataillon de chars de combat (II/507e RCC - 45 chars R35)
- G.B.C. 508
  - 21e bataillon de chars de combat (45 chars R35)[9]

#### 1940
Il participe à la bataille de France

### De 1945 à nos jours
De 1984 à 1997 le régiment est en garnison à  Fontevraud-l'Abbaye.
Le 14 juillet 1990 le 507e RCC est appelé à défiler à Paris pour commémorer le 100e anniversaire de la naissance de De Gaulle son ancien chef de corps, le 50e anniversaire de l'appel du 18 juin et le vingtième de sa mort. Rappelé de manœuvre au camp de Mailly le régiment parvient à aligner des chars remis à neuf en quelques jours. 
{{..}}

## Traditions
Comme pour tous les RCC le cri de ralliement est le « Rick de rick ».

### Devise
« Toujours plus »

### Insigne
Ovale de feuilles à un heaume sommant un écu chargé d’une salamandre, au-dessus d’une croix de Lorraine.

### Étendard
Il porte, cousues en lettres d'or dans ses plis, les inscriptions suivantes :
- Oise 1918
- Mont-d'Origny 1918

### Citation
« A fait preuve dans trois attaques successives d'endurance, de bravoure et d’énergie exceptionnelle. »

— Maréchal Pétain, 1918

### Décorations
Il est décoré de la croix de guerre 14-18 avec palme.

### Refrain
« Cinq cent septième régiment de chars, toujours joyeux, toujours flambard. »

## Personnalités ayant servi au sein du régiment
- Christian Bruneau : capitaine adjoint au chef de corps en 1918[11]
- Gabriel Favréaux : aumônier du régiment en 1939
- Charles de Gaulle : nommé commandant du régiment lorsqu'il était colonel le 13 juillet 1937

## Sources et bibliographie
- Général Andolenko, Recueil historique de l'Arme blindée et de la Cavalerie, éditions Eurimprim, Paris, 1968.
- JMO du régiment et de ses compagnies lors de la Première Guerre mondiale (rubrique : Artillerie d'assaut, autos-mitrailleuses et autos-canons)
- Historique du 507e régiment de chars blindés ou d'artillerie d'assaut ou de chars de combat, Metz, A. Béha, 1918, 32 p., lire en ligne sur Gallica.